# Global Warming (Sonny Rollins)
Global Warming è un album in studio del sassofonista jazz statunitense Sonny Rollins, pubblicato nel 1998.

## Tracce
Tutte le tracce sono state composte da Sonny Rollins, eccetto dove indicato.

1. Island Lady - 9:07
2. Echo-Side Blue - 7:15
3. Global Warming - 6:30
4. Mother Nature's Blues - 11:26
5. Change Partners (Irving Berlin) - 8:36
6. Clear-Cut Boogie - 7:07

## Formazione
- Sonny Rollins – sassofono tenore
- Stephen Scott – piano, kalimba
- Bob Cranshaw – basso elettrico
- Idris Muhammad – batteria (tracce 2, 4, 5)
- Clifton Anderson – trombone (1, 3, 6)
- Perry Wilson – batteria (1, 3, 6)
- Victor See Yuen – percussioni (1, 3, 6)